# Primera División de Bolivia 2011-12
La temporada 2011-12 de la Primera División de Bolivia fue la 35.ª de la Liga de Fútbol Profesional Boliviano. Se dividió en 3 campeonatos oficiales: dos en el 2011 (Adecuación y Apertura) y una en el 2012 (Clausura).

## Formato
La temporada 2011-12 se dividió en tres campeonatos oficiales, con el siguiente formato.
Torneo Adecuación 2011 - Campeonato ENTEL Fundadores de la LFPB 2011
El Torneo Adecuación (oficialmente llamado Campeonato ENTEL Fundadores de la LFPB 2011) fue el primer torneo de la temporada. Se disputó bajo el sistema todos contra todos: los doce clubes compiten en dos ruedas (una como local y la otra de visitante), jugando un total de 22 partidos cada uno. Cada club recibió tres puntos por partido ganado, uno por partido empatado y cero por partido perdido. Los clubes fueron clasificados por puntos con los siguientes criterios de desempate (en orden): diferencia de goles, goles anotados y resultados directos entre equipos empatados. El equipo con más puntos después de las veintidós partidos fue declarado Campeón y se clasificó a la Copa Libertadores 2012 como Bolivia 1. El Subcampeón se clasificó a la Copa Libertadores 2012 como Bolivia 3 y el tercero, se clasificará a la Copa Sudamericana 2012 como Bolivia 1.
Torneo Apertura 2011 - Campeonato Móvil de ENTEL
El Torneo Apertura fue el segundo torneo de la temporada. Se dividió en dos fases, La primera fase tuvo los doce equipos divididos en dos grupos. Los equipos disputaron en cada grupo, además de una rivalidad entre grupos (por ejemplo: Oriente Petrolero vs. Blooming). Los mejores cuatro equipos de cada grupo avanzaron a la Segunda Fase, mientras que el resto de los quedaron automáticamente fuera de juego. En la Segunda Fase, se hicieron emparejamientos (como cuartos de final). Luego de las Semifinales los equipos ganadores clasificaron a la Final. El ganador de la Final fue declarado Campeón y Clasificó a la Copa Libertadores 2012 como Bolivia 2. El Subcampeón se clasificó a la Copa Sudamericana 2012 como Bolivia 2 y el tercero se clasificó a la Copa Sudamericana 2012 como Bolivia 3.
Torneo Clausura 2012 - Campeonato Copa de ENTEL
El Torneo Clausura fue el tercer torneo de la temporada. Se disputó bajo el sistema todos contra todos: los doce clubes compitieron en dos ruedas (una como local y la otra de visitante), jugando un total de 22 partidos cada uno. Cada club recibió tres puntos por partido ganado, uno por partido empatado y cero por partido perdido. Los clubes fueron clasificados por puntos con los siguientes criterios de desempate (en orden): diferencia de goles, goles anotados y resultados directos entre equipos empatados. El equipo con más puntos después de las veintidós partidos fue declarado Campeón y se clasificó a la Copa Libertadores 2013 como Bolivia 1. El Subcampeón clasificó a la Copa Libertadores 2013 como Bolivia 3, el tercer equipo clasificó a la Copa Sudamericana 2013 como Bolivia 1 y el cuarto equipo, se clasificó a la Copa Sudamericana 2012 como Bolivia 4.
Descenso
Como el año pasado ocurrió algo casi inédito en la liga con el descenso de Wilstermann al final de temporada, teniendo en cuenta que al principio del mismo, es decir Torneo Apertura, Wilstermann terminó coronándose como Campeón, para que ello o algo similar no ocurra, el Comité Organizador decidió que esta temporada todos los equipos comiencen desde cero y que con el pasar del tiempo vayan sumando puntos en los tres torneos, al final de la temporada el equipo de más bajo punto-promedio en la temporada descenderá a la Segunda División mientras que el penúltimo y antepenúltimo promedio jugarán serie de ascenso-descenso indirecto para tratar de mantener la categoría.

## Equipos y estadios
El número de equipos para 2011-12 sigue siendo el mismo. Wilstermann terminó último en la tabla del descenso 2010 y fue relegado a la Segunda División por primera vez desde la fundación del club. Fue reemplazado por el campeón de la Segunda División que fue Nacional Potosí, que jugó por última vez en la LFPB 2009.
| Equipo            | Ciudad         | Entrenador             | Estadio                                 | Capacidad     |
| ----------------- | -------------- | ---------------------- | --------------------------------------- | ------------- |
| Aurora            | Cochabamba     | Mario Rolando Ortega   | Félix Capriles                          | 32.000        |
| Blooming          | Santa Cruz     | Nestor Clausen         | Ramón Tahuichi Aguilera                 | 35.000        |
| Bolívar           | La Paz         | Ángel Guillermo Hoyos  | Hernando Siles                          | 42.000        |
| Guabirá           | Montero        | Jacinto Elizeche       | Gilberto Parada                         | 13.000        |
| La Paz FC         | El Alto La Paz | Óscar Sanz             | Cosmos 79 Hernando Siles                | 4.000 42.000  |
| Nacional Potosí   | Potosí         | Juan Carlos Paz Garcia | Víctor Agustín Ugarte                   | 33.000        |
| Oriente Petrolero | Santa Cruz     | Erwin Sánchez          | Ramón Tahuichi Aguilera                 | 35.000        |
| Real Mamoré       | Trinidad       | David de la Torre      | Gran Mamoré                             | 12.000        |
| Real Potosí       | Potosí         | Claudio Marrupe        | Víctor Agustín Ugarte                   | 33.000        |
| San José          | Oruro          | Marcos Ferrufino       | Jesús Bermúdez                          | 35.000        |
| The Strongest     | La Paz         | Eduardo Villegas       | Hernando Siles Rafael Mendoza Castellón | 42.000 14.000 |
| Universitario     | Sucre          | Sergio Apaza           | Olímpico Patria                         | 30.000        |

## Torneo Adecuación

### Tabla de posiciones
|                   | Pos. | Equipos           | Pts. | PJ | PG | PE | PP | GF | GC | Dif. |
| ----------------- | ---- | ----------------- | ---- | -- | -- | -- | -- | -- | -- | ---- |
|                   | 1º   | Bolívar (C)       | 40   | 22 | 11 | 7  | 4  | 32 | 24 | +8   |
|                   | 2º   | Real Potosí       | 38   | 22 | 11 | 5  | 6  | 32 | 22 | +10  |
| Copa Sudamericana | 3º   | Oriente Petrolero | 36   | 22 | 11 | 3  | 8  | 46 | 25 | +21  |
|                   | 4º   | The Strongest     | 35   | 22 | 10 | 5  | 7  | 33 | 26 | +7   |
|                   | 5º   | Blooming          | 35   | 22 | 11 | 2  | 9  | 34 | 28 | +6   |
|                   | 6º   | San José          | 34   | 22 | 10 | 4  | 8  | 29 | 27 | +2   |
|                   | 7º   | Aurora            | 33   | 22 | 9  | 6  | 7  | 31 | 25 | +6   |
|                   | 8º   | Universitario     | 29   | 22 | 9  | 2  | 11 | 28 | 31 | -3   |
|                   | 9º   | Guabirá           | 29   | 22 | 9  | 2  | 11 | 29 | 43 | -24  |
|                   | 10º  | Nacional Potosí   | 28   | 22 | 8  | 4  | 10 | 28 | 30 | -2   |
|                   | 11º  | Real Mamoré       | 20   | 22 | 6  | 2  | 14 | 27 | 44 | -17  |
|                   | 12º  | La Paz FC         | 17   | 22 | 5  | 2  | 15 | 21 | 45 | -24  |

|  |                                                                                            |
|  | Campeón del Torneo Adecuación y clasificado para la Copa Libertadores 2012 como Bolivia 1. |
|  | Clasificado para la Copa Libertadores 2012 como Bolivia 3.                                 |
|  | Clasificado para la Copa Sudamericana 2012 como Bolivia 1.                                 |

### Evolución de los equipos
| Equipo / Fecha    | 01 | 02 | 03 | 04 | 05 | 06 | 07 | 08 | 09 | 10 | 11 | 12 | 13 | 14 | 15 | 16 | 17 | 18 | 19 | 20 | 21 | 22 |
| ----------------- | -- | -- | -- | -- | -- | -- | -- | -- | -- | -- | -- | -- | -- | -- | -- | -- | -- | -- | -- | -- | -- | -- |
| Aurora            | 6  | 4  | 6  | 3  | 4  | 3  | 3  | 3  | 2  | 6  | 8  | 9  | 9  | 9  | 9  | 9  | 9  | 8  | 7  | 7  | 6  | 7  |
| Blooming          | 4  | 2  | 4  | 8  | 9  | 7  | 8  | 8  | 6  | 8  | 6  | 5  | 7  | 6  | 4  | 3  | 5  | 5  | 5  | 5  | 4  | 5  |
| Bolívar           | 3  | 3  | 2  | 2  | 3  | 2  | 2  | 2  | 3  | 2  | 2  | 3  | 2  | 3  | 1  | 2  | 1  | 3  | 3  | 3  | 2  | 1  |
| Guabirá           | 2  | 7  | 3  | 6  | 2  | 8  | 4  | 7  | 9  | 10 | 9  | 7  | 5  | 7  | 7  | 7  | 7  | 7  | 8  | 9  | 8  | 9  |
| La Paz FC         | 12 | 8  | 11 | 11 | 11 | 11 | 10 | 11 | 12 | 12 | 12 | 11 | 12 | 11 | 12 | 12 | 12 | 11 | 12 | 12 | 12 | 12 |
| Nacional Potosí   | 8  | 9  | 8  | 10 | 7  | 6  | 6  | 4  | 5  | 4  | 7  | 8  | 8  | 8  | 8  | 8  | 8  | 9  | 9  | 10 | 9  | 10 |
| Oriente Petrolero | 1  | 1  | 1  | 1  | 1  | 1  | 1  | 1  | 1  | 1  | 1  | 1  | 1  | 1  | 2  | 6  | 3  | 4  | 4  | 4  | 5  | 3  |
| Real Mamoré       | 10 | 11 | 12 | 12 | 12 | 12 | 12 | 12 | 11 | 11 | 11 | 12 | 11 | 12 | 11 | 11 | 11 | 12 | 11 | 11 | 11 | 11 |
| Real Potosí       | 11 | 12 | 10 | 9  | 10 | 10 | 9  | 10 | 10 | 7  | 4  | 6  | 6  | 5  | 3  | 1  | 2  | 1  | 2  | 2  | 1  | 2  |
| San José          | 7  | 6  | 7  | 5  | 6  | 5  | 7  | 5  | 4  | 3  | 5  | 4  | 3  | 4  | 6  | 5  | 6  | 6  | 6  | 6  | 7  | 6  |
| The Strongest     | 5  | 5  | 5  | 4  | 5  | 4  | 5  | 6  | 7  | 5  | 3  | 2  | 4  | 2  | 5  | 4  | 4  | 2  | 1  | 1  | 3  | 4  |
| Universitario     | 9  | 10 | 9  | 7  | 8  | 9  | 11 | 9  | 8  | 9  | 10 | 10 | 10 | 10 | 10 | 10 | 10 | 10 | 10 | 8  | 10 | 8  |

### Resultados
| Nacional Potosí   | 3 - 4 | The Strongest | Víctor Agustín Ugarte   | 15 de enero | 16:00 |
| Bolívar           | 3 - 0 | Real Potosí   | Hernando Siles          | 16 de enero | 15:30 |
| Aurora            | 1 - 1 | San José      | Félix Capriles          | 16 de enero | 16:00 |
| Universitario     | 0 - 2 | Blooming      | Olímpico Patria         | 16 de enero | 16:00 |
| Guabirá           | 3 - 0 | Real Mamoré   | Gilberto Parada         | 16 de enero | 17:00 |
| Oriente Petrolero | 6 - 0 | La Paz FC     | Ramón Tahuichi Aguilera | 17 de enero | 20:30 |

| Aurora        | 2 - 0 | Guabirá           | Félix Capriles          | 22 de enero | 16:00 |
| La Paz FC     | 2 - 0 | Real Mamoré       | Cosmos 79               | 23 de enero | 14:00 |
| Real Potosí   | 0 - 3 | Oriente Petrolero | Víctor Agustín Ugarte   | 23 de enero | 15:30 |
| San José      | 2 - 1 | Universitario     | José Bermúdez           | 23 de enero | 15:30 |
| The Strongest | 0 - 0 | Bolívar           | Hernando Siles          | 23 de enero | 16:00 |
| Blooming      | 1 - 0 | Nacional Potosí   | Ramón Tahuichi Aguilera | 23 de enero | 16:00 |

| Guabirá           | 3 - 1 | La Paz FC     | Gilberto Parada         | 29 de enero | 16:00 |
| Nacional Potosí   | 3 - 0 | San José      | Víctor Agustín Ugarte   | 30 de enero | 15:30 |
| Universitario     | 3 - 1 | Aurora        | Olímpico Patria         | 30 de enero | 16:00 |
| Bolívar           | 1 - 0 | Blooming      | Hernando Siles          | 30 de enero | 16:00 |
| Real Mamoré       | 1 - 2 | Real Potosí   | Gran Mamoré             | 30 de enero | 16:00 |
| Oriente Petrolero | 3 - 2 | The Strongest | Ramón Tahuichi Aguilera | 30 de enero | 18:00 |

| Real Potosí   | 1 - 0 | La Paz FC         | Víctor Agustín Ugarte    | 5 de febrero | 15:30 |
| Universitario | 3 - 1 | Guabirá           | Olímpico Patria          | 5 de febrero | 16:00 |
| The Strongest | 1 - 0 | Real Mamoré       | Rafael Mendoza Castellón | 6 de febrero | 12:00 |
| San José      | 3 - 2 | Bolívar           | Jesús Bermúdez           | 6 de febrero | 15:30 |
| Aurora        | 3 - 1 | Nacional Potosí   | Félix Capriles           | 6 de febrero | 16:00 |
| Blooming      | 0 - 2 | Oriente Petrolero | Ramón Tahuichi Aguilera  | 6 de febrero | 18:00 |

| Bolívar           | 1 - 1 | Aurora        | Hernando Siles          | 12 de febrero | 16:00 |
| La Paz FC         | 1 - 1 | The Strongest | Cosmos 79               | 13 de febrero | 14:30 |
| Nacional Potosí   | 2 - 0 | Universitario | Víctor Agustín Ugarte   | 13 de febrero | 15:30 |
| Guabirá           | 2 - 1 | Real Potosí   | Gilberto Parada         | 13 de febrero | 16:00 |
| Real Mamoré       | 2 - 1 | Blooming      | Gran Mamoré             | 13 de febrero | 16:15 |
| Oriente Petrolero | 2 - 1 | San José      | Ramón Tahuichi Aguilera | 13 de febrero | 18:15 |

| Nacional Potosí | 4 - 1 | Guabirá           | Víctor Agustín Ugarte   | 18 de febrero | 20:00 |
| San José        | 2 - 1 | Real Mamoré       | Jesús Bermúdez          | 19 de febrero | 15:30 |
| The Strongest   | 2 - 1 | Real Potosí       | Hernando Siles          | 20 de febrero | 16:00 |
| Aurora          | 3 - 2 | Oriente Petrolero | Félix Capriles          | 20 de febrero | 16:00 |
| Universitario   | 0 - 1 | Bolívar           | Olímpico Patria         | 20 de febrero | 16:00 |
| Blooming        | 3 - 0 | La Paz FC         | Ramón Tahuichi Aguilera | 20 de febrero | 16:00 |

| La Paz FC         | 1 - 0 | San José        | Hernando Siles          | 23 de febrero | 20:00 |
| Guabirá           | 1 - 0 | The Strongest   | Gilberto Parada         | 23 de febrero | 20:00 |
| Real Potosí       | 3 - 1 | Blooming        | Víctor Agustín Ugarte   | 23 de febrero | 20:00 |
| Bolívar           | 0 - 0 | Nacional Potosí | Hernando Siles          | 24 de febrero | 20:00 |
| Real Mamoré       | 1 - 1 | Aurora          | Gran Mamoré             | 24 de febrero | 20:00 |
| Oriente Petrolero | 0 - 0 | Universitario   | Ramón Tahuichi Aguilera | 6 de abril    | 20:30 |

| San José        | 2 - 1 | Real Potosí       | Jesús Bermúdez          | 26 de febrero | 16:00 |
| Nacional Potosí | 2 - 1 | Oriente Petrolero | Víctor Agustín Ugarte   | 27 de febrero | 15:30 |
| Blooming        | 1 - 1 | The Strongest     | Ramón Tahuichi Aguilera | 27 de febrero | 16:00 |
| Bolívar         | 3 - 2 | Guabirá           | Hernando Siles          | 27 de febrero | 16:00 |
| Universitario   | 2 - 1 | Real Mamoré       | Olímpico Patria         | 27 de febrero | 17:00 |
| Aurora          | 3 - 2 | La Paz FC         | Félix Capriles          | 27 de febrero | 18:00 |

| Real Mamoré       | 2 - 0 | Nacional Potosí | Gran Mamoré             | 12 de marzo | 16:00 |
| Guabirá           | 0 - 3 | Blooming        | Gilberto Parada         | 12 de marzo | 17:00 |
| La Paz FC         | 0 - 2 | Universitario   | Cosmos 79               | 13 de marzo | 14:00 |
| Real Potosí       | 2 - 1 | Aurora          | Víctor Agustín Ugarte   | 13 de marzo | 15:30 |
| The Strongest     | 0 - 0 | San José        | Hernando Siles          | 13 de marzo | 16:00 |
| Oriente Petrolero | 6 - 0 | Bolívar         | Ramón Tahuichi Aguilera | 13 de marzo | 18:00 |

| Real Mamoré   | 1 - 2 | Bolívar           | Gran Mamoré     | 19 de marzo | 16:00 |
| La Paz FC     | 0 - 1 | Nacional Potosí   | Cosmos 79       | 20 de marzo | 14:00 |
| San José      | 2 - 1 | Blooming          | Jesús Bermúdez  | 20 de marzo | 15:30 |
| Aurora        | 0 - 1 | The Strongest     | Félix Capriles  | 20 de marzo | 16:00 |
| Universitario | 0 - 1 | Real Potosí       | Olímpico Patria | 20 de marzo | 16:00 |
| Guabirá       | 0 - 1 | Oriente Petrolero | Gilberto Parada | 20 de marzo | 18:00 |

| The Strongest | 2 - 0 | Universitario     | Hernando Siles          | 2 de abril | 15:30 |
| La Paz FC     | 2 - 3 | Bolívar           | Hernando Siles          | 3 de abril | 15:30 |
| Real Mamoré   | 2 - 5 | Oriente Petrolero | Gran Mamoré             | 3 de abril | 16:00 |
| Real Potosí   | 3 - 0 | Nacional Potosí   | Víctor Agustín Ugarte   | 3 de abril | 16:00 |
| Guabirá       | 3 - 1 | San José          | Gilberto Parada         | 3 de abril | 16:00 |
| Blooming      | 3 - 1 | Aurora            | Ramón Tahuichi Aguilera | 3 de abril | 18:00 |

| The Strongest | 1 - 0 | Nacional Potosí   | Rafael Mendoza Castellón | 9 de abril  | 15:30 |
| Real Mamoré   | 2 - 3 | Guabirá           | Gran Mamoré              | 9 de abril  | 16:00 |
| La Paz FC     | 2 - 1 | Oriente Petrolero | Hernando Siles           | 10 de abril | 15:30 |
| San José      | 1 - 0 | Aurora            | Jesús Bermúdez           | 10 de abril | 15:30 |
| Real Potosí   | 0 - 0 | Bolívar           | Víctor Agustín Ugarte    | 10 de abril | 15:30 |
| Blooming      | 4 - 1 | Universitario     | Ramón Tahuichi Aguilera  | 10 de abril | 18:00 |

| Guabirá           | 2 - 0 | Aurora        | Gilberto Parada         | 16 de abril | 17:00 |
| Bolívar           | 1 - 0 | The Strongest | Hernando Siles          | 17 de abril | 16:00 |
| Nacional Potosí   | 3 - 1 | Blooming      | Víctor Agustín Ugarte   | 17 de abril | 16:00 |
| Universitario     | 0 - 1 | San José      | Olímpico Patria         | 17 de abril | 16:00 |
| Real Mamoré       | 3 - 2 | La Paz FC     | Gran Mamoré             | 17 de abril | 16:00 |
| Oriente Petrolero | 2 - 2 | Real Potosí   | Ramón Tahuichi Aguilera | 17 de abril | 18:00 |

| San José      | 1 - 1 | Nacional Potosí   | Jesús Bermúdez          | 20 de abril | 15:30 |
| The Strongest | 1 - 0 | Oriente Petrolero | Hernando Siles          | 20 de abril | 20:00 |
| Aurora        | 2 - 2 | Universitario     | Félix Capriles          | 20 de abril | 20:00 |
| La Paz FC     | 0 - 0 | Guabirá           | Hernando Siles          | 21 de abril | 20:00 |
| Real Potosí   | 4 - 0 | Real Mamoré       | Víctor Agustín Ugarte   | 21 de abril | 20:00 |
| Blooming      | 2 - 0 | Bolívar           | Ramón Tahuichi Aguilera | 21 de abril | 20:30 |

| Nacional Potosí   | 0 - 2 | Aurora        | Víctor Agustín Ugarte   | 23 de abril | 15:30 |
| Real Mamoré       | 6 - 2 | The Strongest | Gran Mamoré             | 24 de abril | 14:00 |
| La Paz FC         | 0 - 2 | Real Potosí   | Hernando Siles          | 24 de abril | 14:00 |
| Bolívar           | 3 - 2 | San José      | Hernando Siles          | 24 de abril | 16:00 |
| Guabirá           | 1 - 3 | Universitario | Gilberto Parada         | 24 de abril | 17:00 |
| Oriente Petrolero | 1 - 2 | Blooming      | Ramón Tahuichi Aguilera | 24 de abril | 18:00 |

| Real Potosí   | 3 - 1 | Guabirá           | Víctor Agustín Ugarte   | 30 de abril | 15:30 |
| San José      | 1 - 0 | Oriente Petrolero | Jesús Bermúdez          | 1 de mayo   | 15:00 |
| The Strongest | 3 - 1 | La Paz FC         | Hernando Siles          | 1 de mayo   | 15:30 |
| Universitario | 3 - 2 | Nacional Potosí   | Olímpico Patria         | 1 de mayo   | 16:00 |
| Aurora        | 0 - 0 | Bolívar           | Félix Capriles          | 1 de mayo   | 17:00 |
| Blooming      | 1 - 0 | Real Mamoré       | Ramón Tahuichi Aguilera | 1 de mayo   | 19:00 |

| Guabirá           | 1 - 0 | Nacional Potosí | Gilberto Parada         | 7 de mayo | 18:00 |
| La Paz FC         | 3 - 1 | Blooming        | Hernando Siles          | 8 de mayo | 14:00 |
| Real Potosí       | 1 - 1 | The Strongest   | Víctor Agustín Ugarte   | 8 de mayo | 15:30 |
| Real Mamoré       | 2 - 0 | San José        | Gran Mamoré             | 8 de mayo | 16:00 |
| Bolívar           | 3 - 0 | Universitario   | Hernando Siles          | 8 de mayo | 16:00 |
| Oriente Petrolero | 2 - 0 | Aurora          | Ramón Tahuichi Aguilera | 8 de mayo | 18:00 |

| San José        | 0 - 1 | La Paz FC         | Jesús Bermúdez          | 11 de mayo | 15:30 |
| Nacional Potosí | 2 - 1 | Bolívar           | Víctor Agustín Ugarte   | 11 de mayo | 20:00 |
| Universitario   | 1 - 0 | Oriente Petrolero | Olímpico Patria         | 11 de mayo | 20:00 |
| Blooming        | 1 - 2 | Real Potosí       | Ramón Tahuichi Aguilera | 11 de mayo | 20:30 |
| Aurora          | 3 - 0 | Real Mamoré       | Félix Capriles          | 12 de mayo | 20:00 |
| The Strongest   | 4 - 0 | Guabirá           | Hernando Siles          | 12 de mayo | 20:00 |

| La Paz            | 0 - 3 | Aurora          | Hernando Siles          | 15 de mayo | 14:00 |
| Real Potosí       | 1 - 1 | San José        | Víctor Agustín Ugarte   | 15 de mayo | 15:30 |
| The Strongest     | 4 - 0 | Blooming        | Hernando Siles          | 15 de mayo | 16:00 |
| Real Mamoré       | 1 - 0 | Universitario   | Gran Mamoré             | 15 de mayo | 16:00 |
| Guabirá           | 1 - 1 | Bolívar         | Gilberto Parada         | 15 de mayo | 16:00 |
| Oriente Petrolero | 3 - 1 | Nacional Potosí | Ramón Tahuichi Aguilera | 15 de mayo | 18:00 |

| Aurora          | 1 - 0 | Real Potosí       | Félix Capriles          | 18 de mayo | 20:00 |
| San José        | 2 - 1 | The Strongest     | Jesús Bermúdez          | 18 de mayo | 20:00 |
| Bolívar         | 1 - 1 | Oriente Petrolero | Hernando Siles          | 19 de mayo | 20:00 |
| Universitario   | 5 - 1 | La Paz FC         | Olímpico Patria         | 19 de mayo | 20:00 |
| Nacional Potosí | 1 - 1 | Real Mamoré       | Víctor Agustín Ugarte   | 19 de mayo | 20:00 |
| Blooming        | 4 - 1 | Guabirá           | Ramón Tahuichi Aguilera | 19 de mayo | 20:30 |

| Nacional Potosí   | 2 - 1 | La Paz FC     | Víctor Agustín Ugarte   | 22 de mayo | 15:30 |
| The Strongest     | 1 - 3 | Aurora        | Hernando Siles          | 22 de mayo | 15:30 |
| Blooming          | 2 - 1 | San José      | Ramón Tahuichi Aguilera | 22 de mayo | 16:00 |
| Bolívar           | 4 - 0 | Real Mamoré   | Hernando Siles          | 23 de mayo | 18:00 |
| Real Potosí       | 2 - 0 | Universitario | Víctor Agustín Ugarte   | 23 de mayo | 20:00 |
| Oriente Petrolero | 2 - 3 | Guabirá       | Ramón Tahuichi Aguilera | 23 de mayo | 20:30 |

| San José          | 5 - 0 | Guabirá       | Jesús Bermúdez          | 29 de mayo | 16:00 |
| Aurora            | 0 - 0 | Blooming      | Félix Capriles          | 29 de mayo | 16:00 |
| Universitario     | 2 - 1 | The Strongest | Olímpico Patria         | 29 de mayo | 16:00 |
| Nacional Potosí   | 0 - 0 | Real Potosí   | Víctor Agustín Ugarte   | 29 de mayo | 16:00 |
| Bolívar           | 2 - 1 | La Paz FC     | Hernando Siles          | 29 de mayo | 16:00 |
| Oriente Petrolero | 3 - 1 | Real Mamoré   | Ramón Tahuichi Aguilera | 29 de mayo | 16:00 |

|                                                                    |
| Campeón Bolívar 17.o título liguero 23° título de Primera División |

### Goleadores
| Posición         | Jugador          | Equipo            | Goles |
| ---------------- | ---------------- | ----------------- | ----- |
| 1º               | Juan Maraude     | Real Mamoré       | 19    |
| 2º               | Mauricio Saucedo | Oriente Petrolero | 12    |
| 3º               | Charles da Silva | Bolívar           | 10    |
| 4º               | Jair Reynoso     | Aurora            | 9     |
| -                | Alcides Peña     | Oriente Petrolero | 9     |
| 6º               | 3 jugadores      | 3 jugadores       | 8     |
| 9º               | 2 jugadores      | 2 jugadores       | 7     |
| 11º              | 6 jugadores      | 6 jugadores       | 6     |
| 17º              | 9 jugadores      | 9 jugadores       | 5     |
| 26º              | 12 jugadores     | 12 jugadores      | 4     |
| 38.º             | 18 jugadores     | 18 jugadores      | 3     |
| 56.º             | 22 jugadores     | 22 jugadores      | 2     |
| 78.º             | 44 jugadores     | 44 jugadores      | 1     |
| En propia puerta | En propia puerta | En propia puerta  | 2     |

## Torneo Apertura

### Grupo A
| Equipo | Equipo        | Pts | PJ | G | E | P | GF | GC | DIF |
| ------ | ------------- | --- | -- | - | - | - | -- | -- | --- |
| 1      | Bolívar       | 19  | 12 | 5 | 4 | 3 | 22 | 12 | 10  |
| 2      | Universitario | 19  | 12 | 5 | 4 | 3 | 17 | 14 | 3   |
| 3      | Guabirá       | 19  | 12 | 6 | 1 | 5 | 16 | 23 | -7  |
| 4      | San José      | 18  | 12 | 5 | 3 | 4 | 10 | 7  | 3   |
| 5      | Real Potosí   | 17  | 12 | 4 | 5 | 3 | 20 | 11 | 9   |
| 6      | Blooming      | 10  | 12 | 2 | 4 | 6 | 11 | 22 | -11 |

|  |                                  |
|  | Clasificados a cuartos de final. |
|  | Eliminados.                      |

Pts=Puntos; PJ=Partidos jugados; G=Partidos ganados; E=Partidos empatados; P=Partidos perdidos; GF=Goles a favor; GC=Goles en contra

#### Resultados
| San José      | 0 - 2 | Real Potosí | Jesús Bermúdez          | 27 de agosto | 20:00 |
| Universitario | 1 - 1 | Bolívar     | Olímpico Patria         | 28 de agosto | 15:30 |
| Blooming      | 1 - 3 | Guabirá     | Ramón Tahuichi Aguilera | 28 de agosto | 18:00 |

| Real Potosí | 5 - 0 | Blooming      | Víctor Agustín Ugarte | 7 de septiembre | 20:00 |
| San José    | 0 - 1 | Universitario | Jesús Bermúdez        | 7 de septiembre | 20:00 |
| Bolívar     | 6 - 1 | Guabirá       | Hernando Siles        | 8 de septiembre | 20:00 |

| Universitario | 1 - 1 | Real Potosí | Olímpico Patria         | 11 de septiembre | 15:30 |
| Blooming      | 1 - 0 | Bolívar     | Ramón Tahuichi Aguilera | 11 de septiembre | 18:00 |
| Guabirá       | 1 - 0 | San José    | Gilberto Parada         | 11 de septiembre | 19:00 |

| La Paz FC         | 2 - 1 | Universitario | Hernando Siles          | 17 de septiembre | 14:00 |
| Nacional Potosí   | 0 - 0 | Real Potosí   | Víctor Agustín Ugarte   | 18 de septiembre | 15:30 |
| The Strongest     | 3 - 5 | Bolívar       | Hernando Siles          | 18 de septiembre | 15:30 |
| Real Mamoré       | 0 - 2 | Guabirá       | Gran Mamoré             | 18 de septiembre | 16:00 |
| Oriente Petrolero | 1 - 1 | Blooming      | Ramón Tahuichi Aguilera | 18 de septiembre | 18:00 |
| Aurora            | 2 - 0 | San José      | Félix Capriles          | 28 de septiembre | 20:00 |

| Universitario | 4 - 3 | Blooming | Olímpico Patria       | 24 de septiembre | 15:30 |
| San José      | 0 - 0 | Bolívar  | Jesús Bermúdez        | 25 de septiembre | 15:30 |
| Real Potosí   | 6 - 0 | Guabirá  | Víctor Agustín Ugarte | 25 de septiembre | 15:30 |

| Blooming | 0 - 0 | San José      | Ramón Tahuichi Aguilera | 17 de octubre | 18:00 |
| Guabirá  | 2 - 2 | Universitario | Gilberto Parada         | 18 de octubre | 20:00 |
| Bolívar  | 1 - 1 | Real Potosí   | Hernando Siles          | 18 de octubre | 20:00 |

| Bolívar     | 1 - 2 | Universitario | Hernando Siles        | 22 de octubre | 20:00 |
| Real Potosí | 0 - 2 | San José      | Víctor Agustín Ugarte | 23 de octubre | 15:30 |
| Guabirá     | 0 - 2 | Blooming      | Gilberto Parada       | 23 de octubre | 18:00 |

| Guabirá       | 2 - 0 | Real Mamoré       | Gilberto Parada         | 29 de octubre | 18:00 |
| Bolívar       | 3 - 1 | The Strongest     | Hernando Siles          | 29 de octubre | 20:00 |
| Real Potosí   | 0 - 0 | Nacional Potosí   | Víctor Agustín Ugarte   | 30 de octubre | 15:00 |
| Universitario | 2 - 0 | La Paz FC         | Olímpico Patria         | 30 de octubre | 15:30 |
| San José      | 2 - 1 | Aurora            | Jesús Bermúdez          | 30 de octubre | 17:00 |
| Blooming      | 1 - 2 | Oriente Petrolero | Ramón Tahuichi Aguilera | 30 de octubre | 19:00 |

| Universitario | 0 - 1 | San José    | Olímpico Patria         | 30 de noviembre | 20:00 |
| Blooming      | 1 - 1 | Real Potosí | Ramón Tahuichi Aguilera | 30 de noviembre | 20:00 |
| Guabirá       | 1 - 0 | Bolívar     | Gilberto Parada         | 30 de noviembre | 20:00 |

| San José    | 2 - 0 | Guabirá       | Jesús Bermúdez        | 20 de noviembre | 15:30 |
| Real Potosí | 1 - 0 | Universitario | Víctor Agustín Ugarte | 20 de noviembre | 15:30 |
| Bolívar     | 2 - 0 | Blooming      | Hernando Siles        | 20 de noviembre | 16:00 |

| Bolívar  | 0 - 0 | San José      | Hernando Siles          | 23 de noviembre | 20:00 |
| Guabirá  | 3 - 2 | Real Potosí   | Gilberto Parada         | 24 de noviembre | 20:00 |
| Blooming | 1 - 1 | Universitario | Ramón Tahuichi Aguilera | 24 de noviembre | 20:30 |

| San José      | 3 - 0 | Blooming | Jesús Bermúdez        | 27 de noviembre | 16:00 |
| Universitario | 2 - 1 | Guabirá  | Olímpico Patria       | 27 de noviembre | 16:00 |
| Real Potosí   | 1 - 3 | Bolívar  | Víctor Agustín Ugarte | 27 de noviembre | 16:00 |

### Grupo B
| Equipo | Equipo            | Pts | PJ | G | E | P  | GF | GC | DIF |
| ------ | ----------------- | --- | -- | - | - | -- | -- | -- | --- |
| 1      | Aurora            | 24  | 12 | 8 | 0 | 4  | 23 | 13 | 10  |
| 2      | Oriente Petrolero | 23  | 12 | 7 | 2 | 3  | 26 | 18 | 8   |
| 3      | Nacional Potosí   | 16  | 12 | 4 | 4 | 4  | 23 | 15 | 8   |
| 4      | The Strongest     | 15  | 12 | 4 | 3 | 5  | 34 | 23 | 11  |
| 5      | La Paz FC         | 14  | 12 | 4 | 2 | 6  | 16 | 29 | -13 |
| 6      | Real Mamoré       | 6   | 12 | 2 | 0 | 10 | 10 | 41 | -31 |

|  |                                  |
|  | Clasificados a cuartos de final. |
|  | Eliminados.                      |

Pts=Puntos; PJ=Partidos jugados; G=Partidos ganados; E=Partidos empatados; P=Partidos perdidos; GF=Goles a favor; GC=Goles en contra

#### Resultados
| The Strongest | 6 - 2 | La Paz FC         | Hernando Siles | 28 de agosto     | 15:30 |
| Real Mamoré   | 1 - 4 | Oriente Petrolero | Gran Mamoré    | 28 de agosto     | 16:00 |
| Aurora        | 2 - 0 | Nacional Potosí   | Félix Capriles | 14 de septiembre | 16:00 |

| La Paz FC         | 0 - 4 | Nacional Potosí | Cosmos 79               | 7 de septiembre | 14:00 |
| Real Mamoré       | 0 - 2 | Aurora          | Gran Mamoré             | 7 de septiembre | 20:00 |
| Oriente Petrolero | 1 - 1 | The Strongest   | Ramón Tahuichi Aguilera | 7 de septiembre | 20:30 |

| Nacional Potosí | 4 - 2 | Oriente Petrolero | Víctor Agustín Ugarte    | 11 de septiembre | 15:30 |
| The Strongest   | 9 - 1 | Real Mamoré       | Rafael Mendoza Castellón | 11 de septiembre | 15:45 |
| Aurora          | 2 - 0 | La Paz FC         | Félix Capriles           | 11 de septiembre | 16:00 |

| La Paz FC         | 2 - 1 | Universitario | Hernando Siles          | 17 de septiembre | 14:00 |
| Nacional Potosí   | 0 - 0 | Real Potosí   | Víctor Agustín Ugarte   | 18 de septiembre | 15:30 |
| The Strongest     | 3 - 5 | Bolívar       | Hernando Siles          | 18 de septiembre | 15:30 |
| Real Mamoré       | 0 - 2 | Guabirá       | Gran Mamoré             | 18 de septiembre | 16:00 |
| Oriente Petrolero | 1 - 1 | Blooming      | Ramón Tahuichi Aguilera | 18 de septiembre | 18:00 |
| Aurora            | 2 - 0 | San José      | Félix Capriles          | 28 de septiembre | 20:00 |

| The Strongest     | 2 - 1 | Aurora          | Hernando Siles          | 25 de septiembre | 15:30 |
| Real Mamoré       | 2 - 0 | Nacional Potosí | Gran Mamoré             | 25 de septiembre | 16:00 |
| Oriente Petrolero | 3 - 1 | La Paz FC       | Ramón Tahuichi Aguilera | 26 de septiembre | 20:30 |

| Nacional Potosí | 2 - 1 | The Strongest     | Víctor Agustín Ugarte | 14 de octubre | 20:00 |
| La Paz FC       | 3 - 1 | Real Mamoré       | Hernando Siles        | 19 de octubre | 14:00 |
| Aurora          | 0 - 3 | Oriente Petrolero | Félix Capriles        | 19 de octubre | 20:00 |

| Nacional Potosí   | 1 - 2 | Aurora        | Víctor Agustín Ugarte   | 22 de octubre | 15:30 |
| La Paz FC         | 3 - 3 | The Strongest | Hernando Siles          | 23 de octubre | 15:30 |
| Oriente Petrolero | 4 - 1 | Real Mamoré   | Ramón Tahuichi Aguilera | 23 de octubre | 18:00 |

| Guabirá       | 2 - 0 | Real Mamoré       | Gilberto Parada         | 29 de octubre | 18:00 |
| Bolívar       | 3 - 1 | The Strongest     | Hernando Siles          | 29 de octubre | 20:00 |
| Real Potosí   | 0 - 0 | Nacional Potosí   | Víctor Agustín Ugarte   | 30 de octubre | 15:00 |
| Universitario | 2 - 0 | La Paz FC         | Olímpico Patria         | 30 de octubre | 15:30 |
| San José      | 2 - 1 | Aurora            | Jesús Bermúdez          | 30 de octubre | 17:00 |
| Blooming      | 1 - 2 | Oriente Petrolero | Ramón Tahuichi Aguilera | 30 de octubre | 19:00 |

| Nacional Potosí | 0 - 0 | La Paz FC         | Gran Mamoré    | 30 de noviembre | 20:00 |
| The Strongest   | 5 - 0 | Oriente Petrolero | Hernando Siles | 30 de noviembre | 20:00 |
| Aurora          | 3 - 1 | Real Mamoré       | Félix Capriles | 30 de noviembre | 20:30 |

| La Paz FC         | 1 - 5 | Aurora          | Hernando Siles          | 19 de noviembre | 15:30 |
| Real Mamoré       | 1 - 0 | The Strongest   | Gran Mamoré             | 20 de noviembre | 16:00 |
| Oriente Petrolero | 4 - 1 | Nacional Potosí | Ramón Tahuichi Aguilera | 20 de noviembre | 18:00 |

| La Paz FC       | 1 - 0 | Oriente Petrolero | Hernando Siles        | 23 de noviembre | 14:00 |
| Aurora          | 2 - 1 | The Strongest     | Félix Capriles        | 24 de noviembre | 20:00 |
| Nacional Potosí | 9 - 0 | Real Mamoré       | Víctor Agustín Ugarte | 24 de noviembre | 20:00 |

| Real Mamoré       | 2 - 3 | La Paz FC       | Gran Mamoré             | 27 de noviembre | 16:00 |
| The Strongest     | 2 - 2 | Nacional Potosí | Hernando Siles          | 27 de noviembre | 16:00 |
| Oriente Petrolero | 2 - 1 | Aurora          | Ramón Tahuichi Aguilera | 27 de noviembre | 18:00 |

### Fase Final
|  | Cuartos de final   | Cuartos de final   | Cuartos de final   |   |                   | Semifinales          | Semifinales          | Semifinales          |  |  | Final                | Final                | Final                |
|  | Del 3-dic al 7-dic | Del 3-dic al 7-dic | Del 3-dic al 7-dic |   |                   | Del 11-dic al 14-dic | Del 11-dic al 14-dic | Del 11-dic al 14-dic |  |  | Del 18-dic al 22-dic | Del 18-dic al 22-dic | Del 18-dic al 22-dic |
|  |                    |                    |                    |   |                   |                      |                      |                      |  |  |                      |                      |                      |
|  | Aurora             | 0                  | 0                  |   |                   |                      |                      |                      |  |  |                      |                      |                      |
|  | San José           | 1                  | 2                  |   |                   |                      |                      |                      |  |  |                      |                      |                      |
|  | San José           | 1                  | 2                  |   | San José          | 0                    | 1                    |                      |  |  |                      |                      |                      |
|  |                    |                    |                    |   | San José          | 0                    | 1                    |                      |  |  |                      |                      |                      |
|  |                    | Universitario      | 2                  | 0 |                   |                      |                      |                      |  |  |                      |                      |                      |
|  | Universitario      | Universitario      | 2                  | 0 | 3                 | 1                    |                      |                      |  |  |                      |                      |                      |
|  | Universitario      |                    |                    |   | 3                 | 1                    |                      |                      |  |  |                      |                      |                      |
|  | Nacional Potosí    | 2                  | 0                  |   |                   |                      |                      |                      |  |  |                      |                      |                      |
|  |                    |                    |                    |   |                   |                      |                      |                      |  |  | Universitario        | 0                    | 1                    |
|  |                    |                    | The Strongest      | 2 | 1                 |                      |                      |                      |  |  |                      |                      |                      |
|  | Oriente Petrolero  | 0                  | 4                  |   |                   |                      |                      |                      |  |  |                      |                      |                      |
|  | Guabirá            | 0                  | 1                  |   |                   |                      |                      |                      |  |  |                      |                      |                      |
|  | Guabirá            | 0                  | 1                  |   | Oriente Petrolero | 3                    | 1                    |                      |  |  |                      |                      |                      |
|  |                    |                    |                    |   | Oriente Petrolero | 3                    | 1                    |                      |  |  |                      |                      |                      |
|  |                    | The Strongest      | 5                  | 0 |                   |                      |                      |                      |  |  |                      |                      |                      |
|  | The Strongest      | The Strongest      | 5                  | 0 | 0                 | 4                    |                      |                      |  |  |                      |                      |                      |
|  | The Strongest      |                    |                    |   | 0                 | 4                    |                      |                      |  |  |                      |                      |                      |
|  | Bolívar            | 1                  | 0                  |   |                   |                      |                      |                      |  |  |                      |                      |                      |

- Nota: En cada llave, el equipo ubicado en la primera línea es el que ejerce la localía en el partido de vuelta.

#### Cuartos de final
Los horarios corresponden a la hora de Bolivia (UTC-4).
En caso de empate de puntos se aplica el siguiente criterio de acuerdo al siguiente orden:
- Mejor diferencia de goles.
- Mayor cantidad de goles a favor.
- Mayor cantidad de goles a favor de visitante.
- Penales.

 Bolívar - The Strongest 
| 3 de diciembre de 2011, 20:00 | Bolívar      | 1:0 (0:0) | The Strongest | Estadio Hernando Siles, La Paz                    |                                                   |
|                               | Ferreira 49' |           |               | Entradas vendidas: 27.164 Árbitro(s): José Jordán | Entradas vendidas: 27.164 Árbitro(s): José Jordán |

| 7 de diciembre de 2011, 20:00 | The Strongest                               | 4:0 (1:0) | Bolívar | Estadio Hernando Siles, La Paz                                 |                                                                |
|                               | Escobar 12', 74' · Lima 50' · Chumacero 76' |           |         | Entradas vendidas: 31.823 Árbitro(s): Jorge Alejandro Mancilla | Entradas vendidas: 31.823 Árbitro(s): Jorge Alejandro Mancilla |

 Universitario - Nacional Potosí 
| 4 de diciembre de 2011, 16:00 | Nacional Potosí           | 2:3 (1:0) | Universitario                         | Estadio Víctor Agustín Ugarte, Potosí            |                                                  |
|                               | Ríos 41' (p) · Mealla 67' |           | López 48' · Olivares 56' · Alfaro 63' | Entradas vendidas: 5.443 Árbitro(s): Luis Irusta | Entradas vendidas: 5.443 Árbitro(s): Luis Irusta |

| 7 de diciembre de 2011, 20:00 | Universitario   | 1:0 (1:0) | Nacional Potosí | Estadio Olímpico Patria, Sucre                    |                                                   |
|                               | Gómes 45+3' (p) |           |                 | Entradas vendidas: 12.240 Árbitro(s): Raúl Orozco | Entradas vendidas: 12.240 Árbitro(s): Raúl Orozco |

 Oriente Petrolero - Guabirá 
| 4 de diciembre de 2011, 18:00 | Guabirá | 0:0 | Oriente Petrolero | Estadio Gilberto Parada, Montero                     |  |
|                               |         |     |                   | Entradas vendidas: 9.364 Árbitro(s): Óscar Maldonado |  |

| 7 de diciembre de 2011, 20:30 | Oriente Petrolero                | 4:1 (2:1) | Guabirá  | Estadio Ramón Tahuichi Aguilera, Santa Cruz de la Sierra |                                                   |
|                               | Meleán 2' · Mojica 16', 60', 64' |           | Ríos 19' | Entradas vendidas: 21.294 Árbitro(s): Gery Vargas        | Entradas vendidas: 21.294 Árbitro(s): Gery Vargas |

 Aurora - San José 
| 4 de diciembre de 2011, 15:00 | San José    | 1:0 (0:0) | Aurora | Estadio Jesús Bermúdez, Oruro                           |                                                         |
|                               | Andrada 85' |           |        | Entradas vendidas: 16.137 Árbitro(s): Juan Nelio García | Entradas vendidas: 16.137 Árbitro(s): Juan Nelio García |

| 7 de diciembre de 2011, 20:00 | Aurora | 0:2 (0:1) | San José               | Estadio Félix Capriles, Cochabamba                            |                                                               |
|                               |        |           | Pintos 1' · Vieira 55' | Entradas vendidas: 15.189 Árbitro(s): Jorge Joaquín Antequera | Entradas vendidas: 15.189 Árbitro(s): Jorge Joaquín Antequera |

1. 1 2  Partido impugnado por el club Aurora el día lunes 5 de diciembre de 2011 a las 10:45 AM bajo el argumento de que el club San José incluyó a cinco jugadores extranjeros en el equipo que enfrentó a Aurora. El día sábado 10 de diciembre de 2011 cerca al mediodía, el Tribunal de Justicia Deportiva de la Liga (TJD) otorgó los 3 puntos al club Aurora pero sin ninguna diferencia de goles, es decir con el marcador de 0 a 0. El día miércoles 14 de diciembre de 2011, el club Aurora apeló esta decisión ante el Tribunal Superior de Disciplina Deportiva (TSDD) de la Federación Boliviana de Fútbol que el día viernes 10 de febrero de 2012 a las 6:00 PM otorgó los 3 puntos al club Aurora y con un marcador de 3 a 0 como corresponde. El día sábado 10 de marzo de 2012 el presidente de la Liga de Fútbol Profesional Boliviano (LFPB), Mauricio Méndez, ratificó que el club San José pierde su plaza en la Copa Sudamericana 2012, y que será ocupada por el club Aurora, luego de que el Tribunal Superior de Disciplina Deportiva (TSDD) declaró improcedente la apelación del club San José a la resolución que determinó improbada la impugnación del club San José por una supuesta mala habilitación del portero Pablo Lanz del club Aurora.[1]

#### Semifinales
Los ganadores de los cuartos de final se enfrentaran en partidos de ida y vuelta de la siguiente manera.
 Oriente Petrolero - The Strongest 
| 12 de diciembre de 2011, 17:00 | The Strongest                                                    | 5:3 (1:2) | Oriente Petrolero                            | Estadio Hernando Siles, La Paz                    |                                                   |
|                                | L. Melgar 32', 70' · N. Soliz 60' · P. Escobar 67' · S. Lima 79' |           | A. Delorte 10' · G. Mojica 24' · J. Arce 53' | Entradas vendidas: 19.499 Árbitro(s): José Jordán | Entradas vendidas: 19.499 Árbitro(s): José Jordán |

| 14 de diciembre de 2011, 20:30 | Oriente Petrolero | 1:0 (1:0) | The Strongest | Estadio Ramon Tahuichi Aguilera, Santa Cruz       |                                                   |
|                                | G.Mojica 34'(p)   |           |               | Entradas vendidas: 29.850 Árbitro(s): Gery Vargas | Entradas vendidas: 29.850 Árbitro(s): Gery Vargas |

  San José - Universitario 
| 11 de diciembre de 2011, 19:30 | Universitario       | 2:0 (0:0) | San José | Estadio Olímpico Patria, Sucre                    |                                                   |
|                                | C.Castilla 58', 62' |           |          | Entradas vendidas: 13.987 Árbitro(s): Luis Irusta | Entradas vendidas: 13.987 Árbitro(s): Luis Irusta |

| 14 de diciembre de 2011, 16:00 | San José     | 1:0 (0:0) | Universitario | Estadio Jesús Bermúdez, Oruro                           |                                                         |
|                                | M.Loayza 20' |           |               | Entradas vendidas: 18.415 Árbitro(s): Juan Nelio García | Entradas vendidas: 18.415 Árbitro(s): Juan Nelio García |

En caso de empate de puntos se aplica el criterio anterior.

#### Tercer Lugar
En el anterior torneo, Oriente Petrolero consiguió la plaza Bolivia 1 de la Copa Sudamericana 2012 al culminar tercero en la tabla de posiciones, por lo tanto San José se ubicará como Bolivia 3, gane o pierda esta definición. San José pierde la plaza de Bolivia 3 en la Copa Sudamericana 2012 y esta plaza será ocupada por Aurora.
 San José - Oriente Petrolero 
| 18 de diciembre de 2011, 18:00 | Oriente Petrolero | 1:1 (1:0) | San José      | Estadio Ramon Tahuichi Aguilera, Santa Cruz        |                                                    |
|                                | R. Galindo 15'    |           | M. Loayza 49' | Entradas vendidas: 720 Árbitro(s): Óscar Maldonado | Entradas vendidas: 720 Árbitro(s): Óscar Maldonado |

| 21 de diciembre de 2011, 16:00 | San José               | 1:2 (0:1) | Oriente Petrolero                | Estadio Jesús Bermúdez, Oruro                    |                                                  |
|                                | D. Terrazas 53' (a.g.) |           | R. Carballo 44' · M. Aguirre 68' | Entradas vendidas: 2.163 Árbitro(s): Luis Irusta | Entradas vendidas: 2.163 Árbitro(s): Luis Irusta |

#### Final
Los ganadores de las semifinales se enfrentaran en partidos de ida y vuelta para definir al campeón del Torneo Apertura 2011. Jugará de local el primer partido el ganador de la semifinal 1.
En caso de empate de puntos se jugará un tercer partido en cancha neutral, de persistir empate se determinará la ejecución de tiros desde el punto penal.
 Universitario – The Strongest 
| 18 de diciembre de 2011, 16:00 | The Strongest                     | 2:0 (1:0) | Universitario | Estadio Hernando Siles, La Paz                                 |                                                                |
|                                | L. Melgar 45+1' · E. Parada 90+1' |           |               | Entradas vendidas: 28.304 Árbitro(s): Jorge Alejandro Mancilla | Entradas vendidas: 28.304 Árbitro(s): Jorge Alejandro Mancilla |

| 22 de diciembre de 2011, 20:00 | Universitario | 1:1 (0:1) | The Strongest    | Estadio Olímpico Patria, Sucre                          |                                                         |
|                                | J. Lopes 86'  |           | Pablo Escobar 4' | Entradas vendidas: 26.031 Árbitro(s): Juan Nelio García | Entradas vendidas: 26.031 Árbitro(s): Juan Nelio García |

|                                                                        |
| Campeón The Strongest 8° título liguero 11º título de Primera División |

### Goleadores
| Posición         | Jugador          | Equipo            | Goles |
| ---------------- | ---------------- | ----------------- | ----- |
| 1º               | William Ferreira | Bolívar           | 16    |
| 2º               | Pablo Escobar    | The Strongest     | 14    |
| 3º               | Gualberto Mojica | Oriente Petrolero | 12    |
| 4º               | Darwin Ríos      | Guabirá           | 7     |
| 5º               | 4 jugadores      | 4 jugadores       | 6     |
| 9º               | 6 jugadores      | 6 jugadores       | 5     |
| 15º              | 10 jugadores     | 10 jugadores      | 4     |
| 25º              | 15 jugadores     | 15 jugadores      | 3     |
| 40.º             | 19 jugadores     | 19 jugadores      | 2     |
| 59.º             | 38 jugadores     | 38 jugadores      | 1     |
| En propia puerta | En propia puerta | En propia puerta  | 4     |

## Torneo Clausura
El Torneo Clausura fue el tercer torneo de la temporada. Se disputó bajo el sistema todos contra todos: los doce clubes compitieron en dos ruedas (una como local y la otra de visitante), jugando un total de 22 partidos cada uno. Cada club recibió tres puntos por partido ganado, uno por partido empatado y cero por partido perdido. Los clubes fueron clasificados por puntos con los siguientes criterios de desempate (en orden): diferencia de goles, goles anotados y resultados directos entre equipos empatados.
El equipo con más puntos después de las veintidós partidos fue declarado el campeón y se clasificó a la Copa Libertadores 2013 como Bolivia 1. El Subcampeón se clasificó a la Copa Libertadores 2013 como Bolivia 3, el tercer equipo clasificado, se clasificó a la Copa Sudamericana 2013 como Bolivia 1, el cuarto premio fue la clasificación a la Copa Sudamericana 2012 como Bolivia 4.
El cuarto premio se adjudicó al equipo que terminó en cuarto lugar y que en el año 2012 no participó en un evento internacional. Bolívar, The Strongest, Real Potosí, Oriente Petrolero, Universitario y Aurora no accedieron al cuarto premio. Si uno de estos equipos terminaba en cuarto lugar debió ceder el premio al siguiente clasificado.
Por primera vez en la historia de la Liga de Fútbol Profesional Boliviano, bajo la modalidad todos contra todos, se dio un triple empate en puntos, por lo que el equipo con mejor diferencia de goles se proclamó Campeón.

### Tabla de posiciones
|                   | Pos. | Equipos           | Pts. | PJ | PG | PE | PP | GF | GC | Dif. |
| ----------------- | ---- | ----------------- | ---- | -- | -- | -- | -- | -- | -- | ---- |
|                   | 1º   | The Strongest (C) | 38   | 22 | 11 | 5  | 6  | 47 | 28 | +19  |
|                   | 2º   | San José          | 38   | 22 | 11 | 5  | 6  | 43 | 27 | +16  |
| Copa Sudamericana | 3º   | Oriente Petrolero | 38   | 22 | 11 | 5  | 6  | 38 | 30 | +8   |
|                   | 4º   | Universitario     | 37   | 22 | 11 | 4  | 7  | 36 | 21 | +15  |
| Copa Sudamericana | 5º   | Blooming          | 37   | 22 | 11 | 4  | 7  | 28 | 23 | +5   |
|                   | 6º   | Real Potosí       | 35   | 22 | 11 | 2  | 9  | 36 | 32 | +4   |
|                   | 7º   | Aurora            | 34   | 22 | 10 | 4  | 8  | 38 | 30 | +8   |
|                   | 8º   | Nacional Potosí   | 34   | 22 | 10 | 4  | 8  | 33 | 36 | -3   |
|                   | 9º   | Bolívar           | 28   | 22 | 6  | 10 | 6  | 34 | 27 | +7   |
|                   | 10º  | La Paz FC         | 24   | 22 | 7  | 3  | 12 | 29 | 39 | -10  |
|                   | 11º  | Real Mamoré       | 18   | 22 | 5  | 3  | 14 | 16 | 47 | -31  |
|                   | 12º  | Guabirá           | 8    | 22 | 1  | 5  | 16 | 19 | 57 | -38  |

|  |                                                                                          |
|  | Campeón del Torneo Clausura y Clasificado para la Copa Libertadores 2013 como Bolivia 1. |
|  | Clasificado para la Copa Libertadores 2013 como Bolivia 2.                               |
|  | Clasificado para la Copa Sudamericana 2013 como Bolivia 1.                               |
|  | Clasificado para la Copa Sudamericana 2012 como Bolivia 4.                               |

### Evolución de los equipos
| Equipo / Fecha    | 01 | 02 | 03 | 04 | 05 | 06 | 07 | 08 | 09 | 10 | 11 | 12 | 13 | 14 | 15 | 16 | 17 | 18 | 19 | 20 | 21 | 22 |
| ----------------- | -- | -- | -- | -- | -- | -- | -- | -- | -- | -- | -- | -- | -- | -- | -- | -- | -- | -- | -- | -- | -- | -- |
| Aurora            | 12 | 9  | 11 | 11 | 12 | 11 | 9  | 9  | 10 | 9  | 9  | 5  | 5  | 3  | 3  | 2  | 4  | 3  | 4  | 6  | 8  | 7  |
| Blooming          | 1  | 2  | 6  | 3  | 2  | 1  | 2  | 1  | 1  | 1  | 1  | 1  | 1  | 1  | 1  | 1  | 1  | 2  | 3  | 7  | 6  | 5  |
| Bolívar           | 7  | 8  | 4  | 7  | 7  | 4  | 5  | 7  | 8  | 7  | 7  | 9  | 10 | 9  | 10 | 10 | 10 | 8  | 9  | 9  | 9  | 9  |
| Guabirá           | 9  | 11 | 7  | 9  | 9  | 12 | 12 | 12 | 12 | 12 | 12 | 12 | 12 | 12 | 12 | 12 | 12 | 12 | 12 | 12 | 12 | 12 |
| La Paz FC         | 2  | 6  | 8  | 10 | 11 | 8  | 6  | 4  | 3  | 4  | 4  | 3  | 3  | 6  | 6  | 9  | 9  | 10 | 10 | 10 | 10 | 10 |
| Nacional Potosí   | 4  | 4  | 2  | 1  | 1  | 2  | 1  | 2  | 4  | 3  | 3  | 4  | 7  | 5  | 4  | 5  | 5  | 5  | 5  | 8  | 7  | 8  |
| Oriente Petrolero | 10 | 12 | 9  | 4  | 6  | 9  | 7  | 8  | 6  | 6  | 5  | 7  | 6  | 4  | 2  | 4  | 3  | 4  | 2  | 2  | 2  | 3  |
| Real Mamoré       | 3  | 3  | 3  | 5  | 3  | 3  | 3  | 6  | 5  | 5  | 8  | 6  | 8  | 10 | 11 | 11 | 11 | 11 | 11 | 11 | 11 | 11 |
| Real Potosí       | 8  | 10 | 12 | 12 | 10 | 7  | 11 | 11 | 11 | 11 | 10 | 10 | 9  | 8  | 9  | 8  | 8  | 7  | 7  | 4  | 4  | 6  |
| San José          | 5  | 1  | 1  | 2  | 4  | 5  | 4  | 3  | 2  | 2  | 2  | 2  | 2  | 2  | 5  | 3  | 2  | 1  | 1  | 1  | 1  | 2  |
| The Strongest     | 11 | 5  | 5  | 8  | 5  | 6  | 10 | 10 | 9  | 10 | 11 | 11 | 11 | 11 | 8  | 7  | 7  | 6  | 6  | 3  | 3  | 1  |
| Universitario     | 6  | 7  | 10 | 6  | 8  | 10 | 8  | 5  | 7  | 8  | 6  | 8  | 4  | 7  | 7  | 6  | 6  | 9  | 8  | 5  | 5  | 4  |

### Resultados
| Local / Visita    | AUR | BLO | BOL | GUA | LPZ | NAL | OP  | RMA | RPO | SJ  | TS  | UNI |
| ----------------- | --- | --- | --- | --- | --- | --- | --- | --- | --- | --- | --- | --- |
| Aurora            |     | 3–0 | 2–2 | 3–1 | 1–1 | 4–0 | 3–1 | 5–0 | 2–0 | 1–1 | 3–2 | 0–2 |
| Blooming          | 2–0 |     | 2–0 | 2–0 | 2–2 | 2–0 | 2–2 | 1–1 | 2–0 | 2–0 | 3–0 | 0–1 |
| Bolívar           | 1–1 | 5–0 |     | 0–0 | 4–0 | 4–3 | 1–2 | 6–0 | 2–2 | 2–0 | 0–1 | 0–0 |
| Guabirá           | 2–0 | 0–0 | 1–1 |     | 2–3 | 1–1 | 0–1 | 0–2 | 1–2 | 2–3 | 1–3 | 0–2 |
| La Paz F.C.       | 2–1 | 0–4 | 1–1 | 4–1 |     | 0–1 | 0–1 | 6–0 | 0–2 | 1–3 | 1–3 | 2–1 |
| Nacional Potosí   | 2–0 | 3–1 | 1–1 | 4–1 | 2–1 |     | 2–2 | 4–2 | 2–0 | 1–4 | 1–0 | 0–2 |
| Oriente Petrolero | 4–1 | 2–0 | 1–1 | 2–0 | 4–0 | 2–0 |     | 1–2 | 0–2 | 2–1 | 1–1 | 2–1 |
| Real Mamoré       | 1–2 | 0–1 | 1–2 | 0–0 | 0–1 | 1–2 | 2–1 |     | 1–0 | 0–1 | 1–1 | 1–0 |
| Real Potosí       | 2–1 | 0–1 | 2–0 | 6–2 | 1–2 | 1–2 | 3–2 | 4–0 |     | 2–1 | 2–1 | 2–1 |
| San José          | 1–2 | 2–0 | 3–0 | 6–2 | 2–1 | 3–0 | 2–2 | 3–0 | 1–0 |     | 1–2 | 1–1 |
| The Strongest     | 1–2 | 2–0 | 1–1 | 8–1 | 1–0 | 3–1 | 5–1 | 4–0 | 3–3 | 2–2 |     | 2–1 |
| Universitario     | 2–1 | 0–1 | 3–0 | 4–1 | 2–1 | 1–1 | 1–2 | 2–1 | 5–0 | 2–2 | 2–1 |     |

### Fixture
| Guabirá         | 2 - 3 | La Paz FC         | Gilberto Parada       | 28 de enero   | 16:00 |
| Real Mamoré     | 2 - 1 | Oriente Petrolero | Gran Mamoré           | 29 de enero   | 15:30 |
| Nacional Potosí | 1 - 0 | The Strongest     | Víctor Agustín Ugarte | 29 de enero   | 15:30 |
| San José        | 1 - 1 | Universitario     | Jesús Bermúdez        | 29 de enero   | 15:30 |
| Blooming        | 2 - 0 | Aurora            | Ramón Tahuichi Costas | 29 de enero   | 18:00 |
| Bolívar         | 2 - 2 | Real Potosí       | Hernando Siles        | 16 de febrero | 20:30 |

| La Paz FC     | 1 - 3 | San José          | Cosmos 79               | 1 de febrero | 18:00 |
| The Strongest | 5 - 1 | Oriente Petrolero | Hernando Siles          | 1 de febrero | 20:00 |
| Universitario | 1 - 1 | Nacional Potosí   | Olímpico Patria         | 1 de febrero | 20:00 |
| Blooming      | 1 - 1 | Real Mamoré       | Ramón Tahuichi Aguilera | 1 de febrero | 20:30 |
| Aurora        | 2 - 2 | Bolívar           | Félix Capriles          | 2 de febrero | 20:00 |
| Real Potosí   | 6 - 2 | Guabirá           | Víctor Agustín Ugarte   | 22 de marzo  | 20:00 |

| Nacional Potosí   | 2 - 1 | La Paz FC     | Víctor Agustín Ugarte   | 4 de febrero | 15:30 |
| San José          | 1 - 0 | Real Potosí   | Jesús Bermúdez          | 5 de febrero | 15:30 |
| Real Mamoré       | 1 - 1 | The Strongest | Gran Mamoré             | 5 de febrero | 16:00 |
| Bolívar           | 5 - 0 | Blooming      | Hernando Siles          | 5 de febrero | 16:00 |
| Guabirá           | 2 - 0 | Aurora        | Gilberto Parada         | 5 de febrero | 16:00 |
| Oriente Petrolero | 2 - 1 | Universitario | Ramón Tahuichi Aguilera | 5 de febrero | 18:00 |

| La Paz FC     | 0 - 1 | Oriente Petrolero | Hernando Siles          | 8 de febrero | 16:00 |
| Universitario | 2 - 1 | The Strongest     | Olímpico Patria         | 8 de febrero | 20:00 |
| Real Potosí   | 1 - 2 | Nacional Potosí   | Victor Agustín Ugarte   | 8 de febrero | 20:00 |
| Blooming      | 2 - 0 | Guabirá           | Ramón Tahuichi Aguilera | 8 de febrero | 20:00 |
| Aurora        | 1 - 1 | San José          | Félix Capriles          | 9 de febrero | 20:00 |
| Bolívar       | 6 - 0 | Real Mamoré       | Hernando Siles          | 4 de abril   | 18:00 |

| The Strongest     | 1 - 0 | La Paz FC     | Hernando Siles          | 11 de febrero | 18:00 |
| Nacional Potosí   | 2 - 0 | Aurora        | Victor Agustín Ugarte   | 12 de febrero | 15:30 |
| Guabirá           | 1 - 1 | Bolívar       | Gilberto Parada         | 12 de febrero | 16:00 |
| Real Mamoré       | 1 - 0 | Universitario | Gran Mamoré             | 12 de febrero | 16:00 |
| Oriente Petrolero | 0 - 2 | Real Potosí   | Ramon Tahuichi Aguilera | 12 de febrero | 18:30 |
| Blooming          | 2 - 0 | San José      | Ramon Tahuichi Aguilera | 13 de febrero | 20:30 |

| Guabirá     | 0 - 2 | Real Mamoré       | Gilberto Parada         | 25 de febrero | 18:00 |
| Blooming    | 2 - 0 | Nacional Potosí   | Ramón Tahuichi Aguilera | 25 de febrero | 20:30 |
| La Paz FC   | 2 - 1 | Universitario     | Hernando Siles          | 26 de febrero | 14:00 |
| Real Potosí | 2 - 1 | The Strongest     | Víctor Agustín Ugarte   | 26 de febrero | 15:30 |
| Aurora      | 3 - 1 | Oriente Petrolero | Félix Capriles          | 26 de febrero | 16:00 |
| Bolívar     | 2 - 0 | San José          | Hernando Siles          | 26 de febrero | 16:00 |

| San José          | 6 - 2 | Guabirá     | Jesús Bermúdez          | 4 de marzo | 15:30 |
| Nacional Potosí   | 1 - 1 | Bolívar     | Víctor Agustín Ugarte   | 4 de marzo | 15:30 |
| The Strongest     | 1 - 2 | Aurora      | Hernando Siles          | 4 de marzo | 16:00 |
| Universitario     | 5 - 0 | Real Potosí | Olímpico Patria         | 4 de marzo | 16:00 |
| Real Mamoré       | 0 - 1 | La Paz FC   | Gran Mamoré             | 4 de marzo | 16:00 |
| Oriente Petrolero | 2 - 0 | Blooming    | Ramón Tahuichi Aguilera | 4 de marzo | 18:30 |

| Real Potosí       | 1 - 2 | La Paz FC       | Víctor Agustín Ugarte   | 7 de marzo  | 20:00 |
| Aurora            | 0 - 2 | Universitario   | Félix Capriles          | 7 de marzo  | 20:00 |
| San José          | 3 - 0 | Real Mamoré     | Jesús Bermúdez          | 8 de marzo  | 16:00 |
| Guabirá           | 1 - 1 | Nacional Potosí | Gilberto Parada         | 8 de marzo  | 20:00 |
| Blooming          | 3 - 0 | The Strongest   | Ramón Tahuichi Aguilera | 8 de marzo  | 20:30 |
| Oriente Petrolero | 1 - 1 | Bolívar         | Ramón Tahuichi Aguilera | 14 de marzo | 20:30 |

| La Paz FC         | 2 - 1 | Aurora      | Hernando Siles          | 10 de marzo | 15:30 |
| Nacional Potosí   | 1 - 4 | San José    | Víctor Agustín Ugarte   | 11 de marzo | 15:30 |
| Universitario     | 0 - 1 | Blooming    | Olímpico Patria         | 11 de marzo | 16:00 |
| The Strongest     | 1 - 1 | Bolívar     | Hernando Siles          | 11 de marzo | 16:00 |
| Real Mamoré       | 1 - 0 | Real Potosí | Gran Mamoré             | 11 de marzo | 16:00 |
| Oriente Petrolero | 2 - 0 | Guabirá     | Ramón Tahuichi Aguilera | 11 de marzo | 18:30 |

| Nacional Potosí | 4 - 2 | Real Mamoré       | Víctor Agustín Ugarte   | 17 de marzo | 15:30 |
| Blooming        | 2 - 2 | La Paz FC         | Ramón Tahuichi Aguilera | 17 de marzo | 20:30 |
| San José        | 2 - 2 | Oriente Petrolero | Jesús Bermúdez          | 18 de marzo | 15:30 |
| Bolívar         | 0 - 0 | Universitario     | Hernando Siles          | 18 de marzo | 16:00 |
| Aurora          | 2 - 0 | Real Potosí       | Félix Capriles          | 18 de marzo | 16:00 |
| Guabirá         | 1 - 3 | The Strongest     | Gilberto Parada         | 26 de abril | 20:00 |

| The Strongest     | 2 - 2 | San José        | Hernando Siles          | 24 de marzo | 16:00 |
| Real Potosí       | 0 - 1 | Blooming        | Víctor Agustín Ugarte   | 25 de marzo | 15:30 |
| Universitario     | 4 - 1 | Guabirá         | Olímpico Patria         | 25 de marzo | 16:00 |
| La Paz FC         | 1 - 1 | Bolívar         | Hernando Siles          | 25 de marzo | 16:00 |
| Real Mamoré       | 1 - 2 | Aurora          | Gran Mamoré             | 25 de marzo | 16:00 |
| Oriente Petrolero | 2 - 0 | Nacional Potosí | Ramón Tahuichi Aguilera | 25 de marzo | 18:30 |

| La Paz FC         | 4 - 1 | Guabirá         | Hernando Siles          | 28 de marzo | 18:45 |
| The Strongest     | 3 - 1 | Nacional Potosí | Hernando Siles          | 28 de marzo | 20:00 |
| Universitario     | 2 - 2 | San José        | Olímpico Patria         | 28 de marzo | 20:00 |
| Aurora            | 3 - 0 | Blooming        | Félix Capriles          | 28 de marzo | 20:00 |
| Oriente Petrolero | 1 - 2 | Real Mamoré     | Ramón Tahuichi Aguilera | 28 de marzo | 20:30 |
| Real Potosí       | 2 - 0 | Bolívar         | Víctor Agustín Ugarte   | 29 de marzo | 20:00 |

| San José          | 2 - 1 | La Paz FC     | Jesús Bermúdez          | 31 de marzo | 16:00 |
| Nacional Potosí   | 0 - 2 | Universitario | Víctor Agustín Ugarte   | 1 de abril  | 15:30 |
| Bolívar           | 1 - 1 | Aurora        | Hernando Siles          | 1 de abril  | 16:00 |
| Guabirá           | 1 - 2 | Real Potosí   | Gilberto Parada         | 1 de abril  | 16:00 |
| Real Mamoré       | 0 - 1 | Blooming      | Gran Mamoré             | 1 de abril  | 16:00 |
| Oriente Petrolero | 1 - 1 | The Strongest | Ramón Tahuichi Aguilera | 1 de abril  | 18:30 |

| Aurora        | 3 - 1 | Guabirá           | Félix Capriles           | 7 de abril | 20:00 |
| The Strongest | 4 - 0 | Real Mamoré       | Rafael Mendoza Castellón | 8 de abril | 11:00 |
| La Paz FC     | 0 - 1 | Nacional Potosí   | Hernando Siles           | 8 de abril | 15:30 |
| Universitario | 1 - 2 | Oriente Petrolero | Olímpico Patria          | 8 de abril | 15:30 |
| Real Potosí   | 2 - 1 | San José          | Víctor Agustín Ugarte    | 8 de abril | 15:30 |
| Blooming      | 2 - 0 | Bolívar           | Ramón Tahuichi Aguilera  | 8 de abril | 18:30 |

| Guabirá           | 0 - 0 | Blooming      | Gilberto Parada         | 11 de abril | 20:00 |
| Oriente Petrolero | 4 - 0 | La Paz FC     | Ramón Tahuichi Aguilera | 11 de abril | 20:30 |
| San José          | 1 - 2 | Aurora        | Jesús Bermúdez          | 12 de abril | 16:00 |
| The Strongest     | 2 - 1 | Universitario | Hernando Siles          | 12 de abril | 20:00 |
| Nacional Potosí   | 2 - 0 | Real Potosí   | Víctor Agustín Ugarte   | 12 de abril | 20:00 |
| Real Mamoré       | 1 - 2 | Bolívar       | Gran Mamoré             | 26 de abril | 18:00 |

| Bolívar       | 0 - 0 | Guabirá           | Hernando Siles        | 14 de abril | 16:00 |
| San José      | 2 - 0 | Blooming          | Jesús Bermúdez        | 15 de abril | 15:30 |
| La Paz FC     | 1 - 3 | The Strongest     | Hernando Siles        | 15 de abril | 15:30 |
| Real Potosí   | 3 - 2 | Oriente Petrolero | Víctor Agustín Ugarte | 15 de abril | 15:30 |
| Universitario | 2 - 1 | Real Mamoré       | Olímpico Patria       | 15 de abril | 15:30 |
| Aurora        | 4 - 0 | Nacional Potosí   | Félix Capriles        | 15 de abril | 17:30 |

| Universitario     | 2 - 1 | La Paz FC   | Olímpico Patria         | 21 de abril | 19:00 |
| San José          | 3 - 0 | Bolívar     | Jesús Bermúdez          | 22 de abril | 15:30 |
| Nacional Potosí   | 3 - 1 | Blooming    | Víctor Agustín Ugarte   | 22 de abril | 15:30 |
| Real Mamoré       | 0 - 0 | Guabirá     | Gran Mamoré             | 22 de abril | 16:00 |
| The Strongest     | 3 - 3 | Real Potosí | Hernando Siles          | 22 de abril | 16:00 |
| Oriente Petrolero | 4 - 1 | Aurora      | Ramón Tahuichi Aguilera | 22 de abril | 18:30 |

| Bolívar     | 4 - 3 | Nacional Potosí   | Hernando Siles          | 28 de abril | 16:00 |
| Real Potosí | 2 - 1 | Universitario     | Víctor Augustín Ugarte  | 29 de abril | 15:30 |
| La Paz FC   | 6 - 0 | Real Mamoré       | Hernando Siles          | 29 de abril | 15:30 |
| Aurora      | 3 - 2 | The Strongest     | Félix Capriles          | 29 de abril | 16:00 |
| Guabirá     | 2 - 3 | San José          | Gilberto Parada         | 29 de abril | 16:00 |
| Blooming    | 2 - 2 | Oriente Petrolero | Ramón Tahuichi Aguilera | 29 de abril | 18:30 |

| La Paz FC       | 0 - 2 | Real Potosí       | Hernando Siles         | 2 de mayo | 18:00 |
| The Strongest   | 2 - 0 | Blooming          | Hernando Siles         | 2 de mayo | 20:00 |
| Nacional Potosí | 4 - 1 | Guabirá           | Víctor Augustín Ugarte | 2 de mayo | 20:00 |
| Real Mamoré     | 0 - 1 | San José          | Gran Mamoré            | 3 de mayo | 18:15 |
| Bolívar         | 1 - 2 | Oriente Petrolero | Hernando Siles         | 3 de mayo | 20:00 |
| Universitario   | 2 - 1 | Aurora            | Olímpico Patria        | 3 de mayo | 20:00 |

| Bolívar     | 0 - 1 | The Strongest     | Hernando Siles          | 5 de mayo | 20:00 |
| San José    | 3 - 0 | Nacional Potosí   | Jesús Bermúdez          | 6 de mayo | 15:30 |
| Real Potosí | 4 - 0 | Real Mamoré       | Víctor Augustín Ugarte  | 6 de mayo | 15:30 |
| Aurora      | 1 - 1 | La Paz FC         | Félix Capriles          | 6 de mayo | 16:00 |
| Guabirá     | 0 - 1 | Oriente Petrolero | Gilberto Parada         | 6 de mayo | 18:00 |
| Blooming    | 0 - 1 | Universitario     | Ramón Tahuichi Aguilera | 6 de mayo | 18:00 |

| Oriente Petrolero | 2 - 1 | San José        | Ramón Tahuichi Aguilera | 9 de mayo  | 20:30 |
| La Paz FC         | 0 - 4 | Blooming        | Hernando Siles          | 10 de mayo | 18:00 |
| The Strongest     | 8 - 1 | Guabirá         | Hernando Siles          | 10 de mayo | 20:00 |
| Real Mamoré       | 1 - 2 | Nacional Potosí | Gran Mamoré             | 10 de mayo | 20:00 |
| Real Potosí       | 2 - 1 | Aurora          | Víctor Augustín Ugarte  | 10 de mayo | 20:00 |
| Universitario     | 3 - 0 | Bolívar         | Olímpico Patria         | 10 de mayo | 20:00 |

| Bolívar         | 4 - 0 | La Paz FC         | Hernando Siles          | 13 de mayo | 16:00 |
| Blooming        | 2 - 0 | Real Potosí       | Ramón Tahuichi Aguilera | 13 de mayo | 16:00 |
| San José        | 1 - 2 | The Strongest     | Jesús Bermúdez          | 13 de mayo | 16:00 |
| Nacional Potosí | 2 - 2 | Oriente Petrolero | Víctor Augustín Ugarte  | 13 de mayo | 16:00 |
| Guabirá         | 0 - 2 | Universitario     | Gilberto Parada         | 13 de mayo | 16:00 |
| Aurora          | 5 - 0 | Real Mamoré       | Félix Capriles          | 13 de mayo | 16:00 |

|                                                                        |
| Campeón The Strongest 9° título liguero 12º título de Primera División |

### Goleadores
| Jugador                                  | Jugador            | Goles | Equipo            |
| ---------------------------------------- | ------------------ | ----- | ----------------- |
| Bandera de Bolivia                       | Carlos Saucedo     | 17    | San José          |
| Bandera de Bolivia                       | Gualberto Mojica   | 13    | Oriente Petrolero |
| Bandera de Bolivia                       | Alcides Peña       | 10    | Oriente Petrolero |
| Bandera de Bolivia · Bandera de Paraguay | Pablo Escobar      | 10    | The Strongest     |
| Bandera de Argentina                     | Sebastián Pol      | 9     | Real Potosí       |
| Bandera de Bolivia                       | Augusto Andaveris  | 8     | Aurora            |
| Bandera de Argentina                     | Hernán Boyero      | 8     | Blooming          |
| Bandera de Bolivia                       | Daniel Chávez      | 8     | La Paz FC         |
| Bandera de Argentina                     | Gonzalo Garavano   | 8     | Nacional Potosí   |
| Bandera de Bolivia                       | Gerardo Yecerotte  | 8     | Real Potosí       |
| Bandera de Bolivia                       | Pablo Salinas      | 8     | San José          |
| Bandera de Chile                         | Sebastián González | 8     | The Strongest     |
| Bandera de Panamá                        | Boris Alfaro       | 8     | Universitario     |

Fuente: - Goleadores Archivado el 11 de mayo de 2012 en Wayback Machine.

## Tabla del Descenso
Todos los equipos comenzaron sin puntos en esta nueva etapa del fútbol boliviano y fueron sumando unidades durante los 3 torneos de la temporada: (Adecuación, Primera Etapa del Apertura, Clausura). Al final el equipo de más bajo punto-promedio descendió al Nacional B 2012/13, el penúltimo y antepenúltimo jugaron la serie ascenso-descenso indirecto contra el 2.º y 3.º del Nacional B 2011/12 respectivamente, para tratar de mantener su permanencia en Primera División.
|     | Equipos de fútbol | AD 2011 | AP 2011 | CL 2012 | Pts | PJ | Prom   |
| --- | ----------------- | ------- | ------- | ------- | --- | -- | ------ |
| 1º  | Oriente Petrolero | 36      | 23      | 38      | 97  | 56 | 1.7321 |
| 2º  | Aurora            | 33      | 24      | 34      | 91  | 56 | 1.6250 |
| 3º  | Real Potosí       | 38      | 17      | 35      | 90  | 56 | 1.6071 |
| 4º  | San José          | 34      | 18      | 38      | 90  | 56 | 1.6071 |
| 5º  | The Strongest     | 35      | 15      | 38      | 88  | 56 | 1.5714 |
| 6º  | Bolívar           | 40      | 19      | 28      | 87  | 56 | 1.5536 |
| 7º  | Universitario     | 29      | 19      | 37      | 85  | 56 | 1.5179 |
| 8º  | Blooming          | 35      | 10      | 37      | 82  | 56 | 1.4643 |
| 9º  | Nacional Potosí   | 28      | 16      | 34      | 78  | 56 | 1.3929 |
| 10º | Guabirá           | 29      | 19      | 8       | 56  | 56 | 1.0000 |
| 11º | La Paz FC         | 17      | 14      | 24      | 55  | 56 | 0.9821 |
| 12º | Real Mamoré       | 20      | 6       | 18      | 44  | 56 | 0.7857 |

|  |                                                                                        |
|  | Disputó el descenso indirecto contra el 3º del Nacional B 2011/12 que fue Wilstermann. |
|  | Disputó el descenso indirecto contra el 2º del Nacional B 2011/12 que fue Destroyers.  |
|  | Descendió al Nacional B.                                                               |

### Partidos de ascenso y descenso
Los equipos de La Paz FC y Guabirá se enfrentaron en partidos de ida y vuelta contra Destroyers y Wilstermann respectivamente. Las fechas fueron programadas para el 20 y 26 de mayo, previo al sorteo de localidades, en caso de empate en puntos en los partidos de ida y vuelta se realizaron partidos extras el día 30 de mayo en cancha neutral. Los ganadores obtuvieron un lugar en la temporada 2012/13.

#### La Paz FC - Destroyers
| 20 de mayo de 2012, 15:30 (UTC-4) | La Paz FC                                                                  | 6:1 (2:1) | Destroyers        | Hernando Siles, La Paz |  |
|                                   | Fabián Cuéllar 30' · John Obregón 45+2' 65' 75' · Alejandro Molina 53' 71' |           | Gróver Cuéllar 1' |                        |  |

| 26 de mayo de 2012, 16:00 (UTC-4) | Destroyers                               | 3:1 (1:0) | La Paz FC            | Ramón "Tahuichi" Aguilera, Santa Cruz |  |
|                                   | Elder Cuéllar 8' 48' · Efraín Molina 88' | Reporte   | Alejandro Molina 82' |                                       |  |

Desempate
| 30 de mayo de 2012, 18:00 (UTC-4) | Destroyers | 0:1 (0:1) | La Paz FC            | Félix Capriles, Cochabamba                                 |                                                            |
|                                   |            | Reporte   | Alejandro Molina 41' | Asistencia: 1.500 espectadores Árbitro(s): Óscar Maldonado | Asistencia: 1.500 espectadores Árbitro(s): Óscar Maldonado |

#### Guabirá - Wilstermann
| 20 de mayo de 2012, 16:00 (UTC-4) | Guabirá                               | 2:0 (1:0) | Wilstermann | Gilberto Parada, Montero                                |                                                         |
|                                   | Alexis Bravo 31' · Adrián Cuéllar 59' |           |             | Asistencia: 12.000 espectadores Árbitro(s): José Jordán | Asistencia: 12.000 espectadores Árbitro(s): José Jordán |

| 25 de mayo de 2012, 20:30 (UTC-4) | Wilstermann                          | 2:0 (1:0) | Guabirá | Félix Capriles, Cochabamba                                     |                                                                |
|                                   | Carlos Vargas 45' · Ronald Arana 48' | Reporte   |         | Asistencia: 28.000 espectadores Árbitro(s): Alejandro Mansilla | Asistencia: 28.000 espectadores Árbitro(s): Alejandro Mansilla |

Desempate
| 30 de mayo de 2012, 20:30 (UTC-4) | Wilstermann           | 1:0 (0:0) | Guabirá | Olímpico Patria, Sucre                                 |                                                        |
|                                   | Juan Manuel Ojeda 68' | Reporte   |         | Asistencia: 8.000 espectadores Árbitro(s): José Jordán | Asistencia: 8.000 espectadores Árbitro(s): José Jordán |

### Clasificación Final
|                                             |                                            |                                        |                                                    |
| La Paz (Se mantiene en la Primera División) | Destroyers (Permanece en Segunda División) | Guabirá (Desciende a Segunda División) | Jorge Wilstermann (Asciende a la Primera División) |